# Lionsgate
Lionsgate Entertainment Corporation — канадсько-американська медіакомпанія. Має у своєму складі декілька підрозділів, що займаються виробництвом та розповсюдженням художніх фільмів, музики, домашнього відео, телевізійних проєктів, анімації. Станом на 2007 рік була одним з найбільш комерційно успішних дистриб'юторів незалежного кіно у Північній Америці.